# I Was So Unpopular in School and Now They're Giving Me This Beautiful Bicycle
I Was So Unpopular in School and Now They're Giving Me This Beautiful Bicycle è l'album di debutto del gruppo svedese indie pop Billie the Vision and the Dancers, pubblicato nel 2004. Viene pubblicato con l'etichetta discografica Love Will Pay the Bills.
Nell'estate del 2009 la canzone Summercat diviene molto popolare in Spagna grazie al suo utilizzo in una campagna pubblicitaria di Estrella Damm.

## Tracce
1. Summercat – 3:02
2. Good and Bad – 3:16
3. Nobel Square – 3:41
4. Ask for More – 3:48
5. Do You Remember – 4:41
6. Stay Awake – 3:15
7. City – 4:08
8. Apologize – 3:27
9. No One Knows You – 4:53
10. Jackass – 3:12
11. Want to Cannot Help but Dance – 4:06